# Гепариновая мазь
Гепари́новая мазь — (лат. Unguentum Heparini) лекарственное средство, содержащее гепарин натрий или гепароид (гепариноид). В ряде случаев вводят вспомогательные вещества (Бензокаин + Бензоникотиновая кислота (Heparin sodium + Benzocaine + Benzonicotinic acid) и др.).

## Групповая принадлежность
Антикоагулянт прямой для местного применения.

## Описание действующего вещества
Гепарин натрий + Бензокаин + Бензоникотиновая кислота.

## Лекарственная форма
Мазь для наружного применения.

## Фармакологическое действие
Комбинированный препарат для наружного применения, действие которого обусловлено свойствами входящих в его состав компонентов. Антикоагулянт прямого действия. Постепенно высвобождающийся из мази гепарин натрий уменьшает воспалительный процесс и оказывает антитромботическое действие. Способствует рассасыванию уже имеющихся и препятствует образованию новых тромбов. Блокирует синтез тромбина, уменьшает агрегацию тромбоцитов. Угнетает активность гиалуронидазы, активирует фибринолитические свойства крови. Бензиловый эфир никотиновой кислоты расширяет поверхностные сосуды, способствуя всасыванию гепарина. Местный анестетик бензокаин уменьшает выраженность болевых ощущений. При нанесении на кожу оказывает местное анальгезирующее действие.

## Показания
Тромбофлебит поверхностных вен (профилактика и лечение), постинъекционный и постинфузионный флебит, наружный геморрой, воспаление послеродовых геморроидальных узлов, трофические язвы голени, слоновость, поверхностный перифлебит, лимфангит, поверхностный мастит, локализованные инфильтраты и отеки, травмы и ушибы (в том числе мышечной ткани, сухожилий, суставов), подкожная гематома.

## Противопоказания
Гиперчувствительность, язвенно-некротические процессы, нарушение целостности кожных покровов. С осторожностью. Тромбоцитопения, повышенная кровоточивость.
При наличии на коже открытых ран или ссадин возможно усиление кровотечения.

## Побочные действия
Гиперемия кожи, аллергические реакции.

## Способ применения и дозы
Наружно. Мазь наносят тонким слоем на область поражения (из расчета 0,5-1 г на участок диаметром 3-5 см) и осторожно втирают в кожу 2-3 раза в день ежедневно до исчезновения воспалительных явлений, в среднем от 3 до 7 дней. Возможность проведения более длительного курса лечения определяется врачом. При тромбозе наружных геморроидальных узлов применяют ректальные тампоны, мазь наносят на бязевую или полотняную прокладку, которую накладывают непосредственно на тромбированные узлы и фиксируют. Мазь следует применять ежедневно, до исчезновения симптомов, в среднем 3-14 дней. С этой же целью можно использовать тампон, пропитанный мазью, который вводят в задний проход.

## Особые указания
Не следует наносить на открытые раны при наличии гнойных процессов. Применение мази не рекомендуется при глубоком венозном тромбозе. Использовать с особой осторожностью при повышенной проницаемости сосудов.

## Взаимодействие
Не назначают местно одновременно с НПВП, тетрациклинами, антигистаминными лекарственными средствами.